# D6085 (Alpes-Maritimes)
De D6085 is een departementale weg in het Franse departement Alpes-Maritimes. De weg loopt van de grens met Alpes-de-Haute-Provence naar Grasse. In Alpes-de-Haute-Provence loopt de weg verder als D4085 naar Castellane en Grenoble.

## Geschiedenis
Oorspronkelijk was de D6085 onderdeel van de N85. In 2006 werd de weg overgedragen aan het departement Alpes-Maritimes, omdat de weg geen belang meer had voor het doorgaande verkeer. De weg is toen omgenummerd tot D6085.